# Peder Halskov Clausager
Peder Halskov Clausager (3. juni 1900 i Faster Sogn, Ringkjøbing Amt – 26. december 1984) var en dansk civilingeniør og politiker.
P.H. Clausager var søn af tømrermester Jens Clausager, studerede ved Den polytekniske Læreanstalt fra 1916 og blev bygningsingeniør 1922. Han var ingeniør ved Kolding Kommune fra 1923, hvor han i 1930 blev fastansat som ingeniør under stadsingeniøren. I 1937 forlod han stillingen til fordel for en ansættelse som ingeniør i firmaet Tømrermester J. Bondesen i Kolding, hvor han var indtil 1939. Fra 1934 var Clausager formand for Koldingkredsens radikale Venstre og 1943 indtil 1950 sad han i Kolding Byråd for Det Radikale Venstre.
Han var folketingsmand for partiet i Vejle Amtskreds fra 3. april 1939 til 30. oktober 1945 efter først forgæves at have stillet op i 1935. Han blev ikke genvalgt, da han forsøgte sig ved valgene i 1945 og i 1947.
Hans søn Jens Clausager var i øvrigt fra 1984 til 1990 leder af de radikales sekretariat på Christiansborg.